# Superficie de la France
Pour un article plus général, voir Géographie de la France.
| Espace                             | Superficie cadastrale (Insee) | Superficie géodésique (IGN) |
| ---------------------------------- | ----------------------------- | --------------------------- |
| France métropolitaine              | 549 134 km2                   | 551 695 km2                 |
| France métropolitaine et DROM      | 633 109 km2                   | 641 184 km2                 |
| France entière (hors terre Adélie) | --                            | 672 051 km2                 |
| France entière (avec terre Adélie) | --                            | 1 104 051 km2               |

La superficie de la France est la mesure physique de l'aire des espaces sous souveraineté nationale. Ces espaces peuvent être terrestres, délimités par des frontières terrestres ou par des côtes, ou maritimes, délimités par des lignes caractérisant le type d'espace et les droits associés. Ces frontières terrestres ou maritimes résultent en principe d'accords ou de traités internationaux, mais de nombreuses limites sont encore à ce jour contestées par certains États riverains.
Cette superficie varie selon le tracé de ces limites et leur niveau de précision, selon le mode de calcul ou de projection cartographique et selon la convention définissant les espaces mesurés, mais aussi, depuis l'apparition des cartes numériques, selon le produit cartographique numérique utilisé.
Au XIVe siècle, l'évaluation de la superficie du royaume n'est pas une préoccupation de la monarchie qui laisse les particuliers faire leurs propres estimations. Le chiffre de 40 000 lieues carrées (environ 850 000 km2) était couramment utilisé, pour un royaume d'environ 465 000 km2, soit une estimation supérieure d'environ 80 % à la réalité, proposé sous Charles IX. En supprimant l’ensemble des impôts de l'Ancien régime pour les remplacer par une contribution foncière unique, l’Assemblée constituante jette les bases d’un cadastre général de la France qui est élaboré à partir de 1807. Ainsi dès 1836, des statistiques de superficie des communes, élaborées à partir du cadastre sont publiées et, par voie de conséquence, la superficie de la France.
Les valeurs de la superficie de la France ont de tout temps varié selon les ouvrages ou organismes qui les publient. C'est d'ailleurs devant les discordances qui existent dans les diverses publications officielles de la superficie de la France et de ses divisions territoriales, que le Conseil supérieur de Statistique émet le vœu en 1885 auprès du Service géographique de l'armée d'une nouvelle mesure de la superficie de la France à partir de la Carte d'État-Major au 1/80 000e qui vient d'être réalisée. Celle-ci s'établit alors, pour les 87 département qui composent la France métropolitaine, à 536 464 km2. Cette valeur a ensuite été annuellement actualisée par le service géographique des armées, qui devient l'Institut géographique national en 1940, et publiée par le Bureau des Longitudes pour atteindre la valeur de 551 695,42 km2 en 1951, valeur officielle conservée jusqu'à nos jours.
Depuis les premières évaluations, deux valeurs se côtoient, celle calculée du cadastre et publiée par l'Insee (549 134 km2 pour la France métropolitaine), qui comprend « toutes les surfaces du domaine public et privé, cadastrées ou non cadastrées, à l'exception des lacs, étangs et glaciers de plus d'un kilomètre carré ainsi que des estuaires », et celle issue de la carte topographique et publiée par l'IGN (551 695 km2), couvrant toutes les surfaces jusqu'à la laisse de basse mer et valeur officielle. Cette valeur de 551 695 km2 doit néanmoins être considérée comme conventionnelle car elle ne tient pas compte des nombreuses délimitations intervenues après le Traité de Paris (1947), dernier traité international réglant les frontières de la France avec un pays limitrophe, et en particulier de la nouvelle frontière numérique bilatérale élaborée avec les pays limitrophes depuis 2007 dans le cadre de la directive INSPIRE. Cette frontière bilatérale, de précision métrique, est en 2017 entièrement définie à l'exception d'un seul secteur qui affiche encore deux lignes, depuis le dôme du Goûter jusqu’au nord du col du Géant, le litige du mont Blanc n’étant pas résolu avec l'Italie.
Des différences similaires ressortent pour la France entière comprenant l'Outre-mer. Avec l'apparition de la cartographie numérique, de nouvelles valeurs peuvent être calculées selon le produit numérique utilisé, et donc selon la précision des limites administratives, mais aucune n'est officielle.
Concernant la superficie des espaces maritimes, les valeurs sont également très fluctuantes, du fait que certaines frontières ne sont pas reconnues internationalement. La superficie des zones économiques exclusives françaises est ainsi, selon le SHOM, organisme officiel français de référence dans le domaine maritime, de 10,26 millions de km2.

## Histoire

### Ancien Régime
Au XIVe siècle, l'État monarchique n'apparaît pas préoccupé par l'évaluation de la superficie du royaume et laisse les particuliers faire leurs propres estimations. Les quelques auteurs de cette époque qui donnent au royaume une superficie reprennent tous le même chiffre de 40 000 lieues carrées (environ 850 000 km2 pour un royaume d'environ 465 000 km2, soit une estimation supérieure d'environ 80 % à la réalité), proposé sous Charles IX, et peut-être à sa demande. Cette évaluation résulte de calculs de type économique et à valeur essentiellement polémique, de fait de la période de guerres civiles, et l'arithmétique politique n'est pas encore vraiment née.
Le besoin de calcul de la richesse territoriale et les préoccupations démographiques sont à l'origine du calcul de la superficie du royaume. Trois influences distinctes prévalent à la définition de cette grandeur : l'expérience des praticiens de la gestion militaire que sont les officiers, dont Vauban, la vision de propriétaire des tenants du modèle de la bonne gestion du domaine seigneurial et les adeptes du sens de l'intérêt et de la grandeur de l'État exprimés par ses grands commis. Vauban donna le véritable coup d'envoi aux évaluations économiques quantifiées. La conception d'une place-forte nécessitait en effet de définir un programme de construction, d'avoir une pensée globale de l'espace, avec son interaction avec les autres places fortes, et de prévoir l'utilisation des ressources locales, d'étudier les infrastructures régionales, etc., autant de quantifications qui ne peuvent être que surfaciques. Devenu commissaire général des Fortifications en 1677 et chargé de prévoir et d'animer la création des ouvrages, de surveiller et d'inspecter les forteresses de la France entière, il devait disposer d'outils de vision globale du territoire.

### XVIIIesiècle

#### Premières publications d'évaluations
De la fin du XVIe siècle à la fin du XVIIIe siècle, l'utilité de ce type de renseignement grandit avec la multiplication de ses usages, à tel point que la décennie 1780 connaît une véritable mode. Il est alors de bon ton d'introduire des chiffres de superficie territoriale dans des ouvrages où ils n'apparaissent pas de première utilité. Le nombre de publications d'une évaluation de la superficie de la France suit la courbe de croissance du nombre d'ouvrages d'économie politique : 11 ouvrages écrits ou traduits en français entre 1570 et 1695 (environ un tous les 11 ans en moyenne), puis dans 11 ouvrages entre 1695 et 1752 (un tous les 5 ans), 13 entre 1756 et 1768 (1 par an), 20 entre 1770 et 1781 (deux par an), 41 entre 1784 et 1795 (quatre par an).
Tous les calculateurs de l'époque moderne qui s'intéressent à la capacité productive de l'agriculture française par le biais de la superficie doivent passer, en raison de l'absence de données globales, par un calcul par solde : à la superficie totale du royaume, ils soustraient les superficies des zones considérées comme stériles ou improductives (surfaces bâties et pierreuses, routes et rivières, etc.). La superficie du royaume de France ne les intéresse donc pas en tant que telle. L'objectif principal est alors de déterminer les capacités de production de la subsistance du pays et apprécier les capacités contributives d'une société dont l'économie repose essentiellement sur l'agriculture. L'intention est de proposer une réforme du système fiscal ou de l'assiette de l'impôt, démarche qui va aboutir à la création du cadastre.

#### Premiers cadastres partiels
À partir de la fin du XVIIe siècle, tous les pays européens essaient de réformer leurs systèmes fiscaux en y introduisant des cadastres pour répondre aux besoins monétaires croissants causés par la guerre et la croissance de l'administration en élargissant le nombre des sujets imposables. En France est ainsi créée en 1695 par Pontchartrain la capitation (déclaration du 18 janvier 1695) pour subvenir aux dépenses de la guerre de la Ligue d'Augsbourg, et en 1710 du dixième, impôt proportionnel sur le revenu personnel de tous les propriétaires. Parallèlement, une autre tendance s'affirme : les administrateurs essaient de donner une base à la répartition du tribut, visant à mesurer et estimer les immeubles et rendu actuels les cadastres, instruments de relèvement et d'estimation déjà existants depuis longtemps, puisque dans le Midi de la France, et précisément au sud d'une ligne idéale unissant approximativement Bordeaux à Lyon, des cadastres existaient au moins à partir du XVIe siècle.
Dans les pays voisins des cadastres régionaux voient le jour. En Italie, débutent en 1697 les travaux du cadastre piémontais puis en 1718 ceux du cadastre milanais. En Espagne sont entrepris les travaux du cadastre en Aragon en 1714-1718, ceux de Valence en 1715, ceux de la Catalogne en 1716 puis Majorque en 1728. Un cadastre est créé en Savoie en 1728. En France, on assiste dans ces mêmes années à des essais partiels de réforme, destinés à revoir dans quelques généralités en pays d'élections la perception de la taille, impôt traditionnel sur le revenu. Mais ce n'est qu'à partir de 1740 que, à l'initiative de l'intendant de Limoges, Louis-Urbain-Aubert de Tourny, sont mises en œuvre des procédures qui aboutissent à la création d'un cadastre. Tourny soutenu par l'Intendant des finances Trudaine, connaisseur des cadastres ayant été intendant d'Auvergne, prend la décision d'envoyer dans les paroisses de sa généralité plusieurs arpenteurs jurés qui, aidés par quelques habitants du lieu, procèdent à l'arpentage et à l'estimation de l'élection d'Angoulême.
Anne Robert Jacques Turgot, successeur de Tourny à Limoges, améliore la procédure en changeant aussi les instruments de relevé. Les commissaires qui se rendaient dans les paroisses pour assister à la confection du rôle, étaient en effet munis d'éléments objectifs : les plans parcellaires des héritages élaborés à l'aide de la planchette. En treize ans passés en Limousin, Turgot ne réalise toutefois que l'arpentage de trois paroisses.
En avril 1763, le Contrôleur général des finances Henri Bertin publie un édit décrétant la création d'un cadastre général du royaume. Cette démarche apparaît donc comme la réponse française aux difficultés financières dues à la guerre de Sept Ans, désastreuse pour toutes les puissances belligérantes. La création du cadastre amenait en effet avec elle la transformation des vingtièmes d'impôts proportionnels en impôts de répartition. Des précautions sont toutefois prises dans l'édit où on affirme solennellement dans le préambule que le cadastre ne porte pas « atteinte aux privilèges qui se trouveront bien établis », concept renforcé à la fin du premier article où il est dit que les « privilèges des propriétaires et possesseurs des dits biens, et sans y préjudicier » seraient pris en compte. L'intendant des finances d'Ormesson, entreprend de consulter l'ensemble des intendants provinciaux qui émettent des réponses globalement positives, et, aidé par l'Intendant des finances Trudaine, confie à Harvouin une mission de voyage d'étude en Italie. Harvouin découvre l'existence d'un cadastre géométrique et parcellaire avec une estimation réalisée par des ingénieurs, modèle qu'il propose d'importer en France. Mais ni d'Ormesson, ni Harvouin ne pouvaient prévoir que la consultation des intendants provinciaux et la mission en Italie se dérouleraient au moment même où commençait une crise politique si grave qu'on l'a comparée à la Fronde. Le projet de cadastre et de réforme fiscale échoue.
En 1775 Turgot, devenu contrôleur des Finances, essaye de mettre en pratique le plan de réforme fiscale qu'il avait esquissé en 1763-1764 et mis en œuvre dans le Limousin, un plan qui, associant la création du cadastre à la concertation avec les propriétaires, excluait la voie du commissaire et de la centralisation. Mais il entre en disgrâce et le projet est abandonné. Parallèlement l'autre base de répartition, celle réalisée par l'intendant de Paris et en particulier par Bénigne de Sauvigny, le vrai créateur des plans par masses de culture, s'impose comme la voie la plus réaliste pour réformer l'impôt foncier. La déclaration du 11 août 1776 qui concédait l'autorisation de la création de cadastres par arpentages généraux, en est la preuve la plus concrète.

### XIXesiècle

#### Élaboration du cadastre général de la France et d'une carte topographique

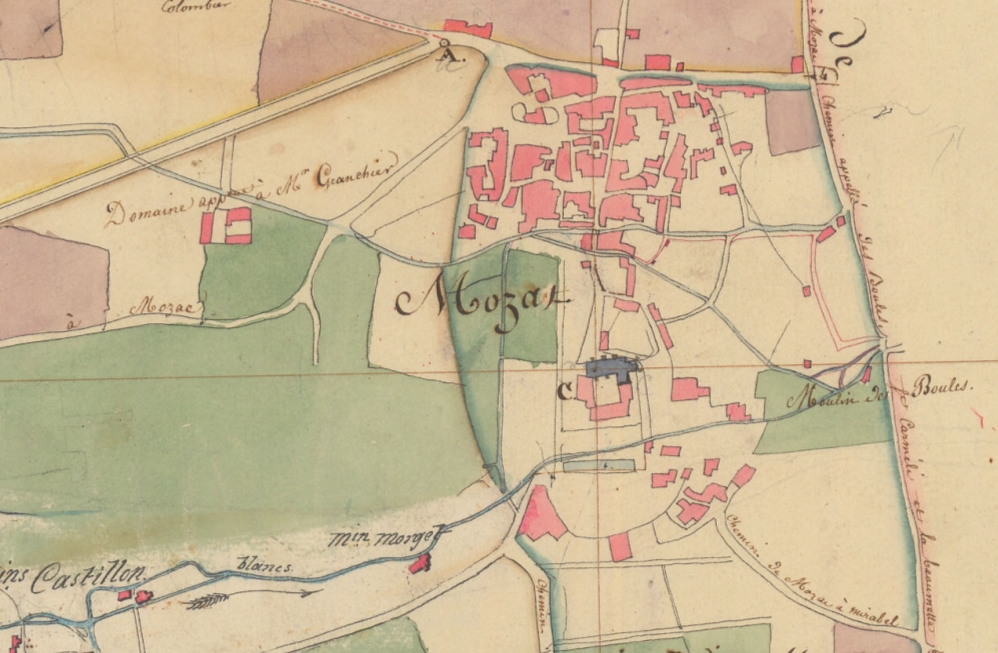
Extrait du «Tableau d'assemblage du plan cadastral parcellaire de la commune de Mozac (Puy-de-Dôme), terminé sur le terrain le 24 juin 1809. Échelle : 1 cm = 5000 m.

En supprimant l’ensemble des impôts d’Ancien Régime pour les remplacer par une contribution foncière unique répartie par égalité proportionnelle sur toutes les propriétés foncières « à raison de leur revenu net », l'Assemblée constituante jette les bases d’un cadastre en ordonnant par les lois d’août et septembre 1791 de lever des plans de masses présentant la circonscription de la commune et sa division en sections, elles-mêmes divisées en parcelles. L'article 1er du décret de la loi du 16 septembre 1791 précise : « Lorsqu'il sera procédé à la levée du territoire d'une commune, l'ingénieur chargé de l'opération fera d'abord un plan de masse qui présentera la circonscription de la commune et sa division en sections, et formera ensuite les plans de détail qui composeront le parcellaire de la commune. ». Basé sur les seules déclarations des propriétaires, la démarche est un échec. Un arrêté du 11 messidor an X (30 juin 1802) crée une commission de sept membres qui propose la confection générale par “masses de culture”. L'arrêté des Consuls du 12 brumaire an XI (3 novembre 1802) en ordonne son exécution. 1 915 communes sont cadastrées mais les résultats sont jugés une nouvelle fois peu fiable du fait du système déclaratif,. C'est finalement la loi du 15 septembre 1807 qui jette les bases du cadastre dit « napoléonien. » L’ensemble des opérations cadastrales est régi par Le Recueil méthodique des lois, décrets, règlements, instructions et décisions sur le cadastre de la France, qui paraît en 1811. Ce texte organise le travail des services du cadastre pour la délimitation des parcelles et l’évaluation des terres,.
En 1815, la France retourne à ses limites traditionnelles et le Dépôt de la Guerre, réduit à l’inaction, réactive un projet de carte de France. Une Commission royale, présidée par l'astronome Laplace, est créée en 1817 et est chargée d’examiner le projet d’une nouvelle carte topographique répondant aux besoins des services publics et de l’armée. Elle doit être également combinée aux opérations cadastrales. Mais au cours de la période 1821-1827 la valeur géométrique des plans cadastraux est souvent de très mauvaise qualité. Un accord intervient entre le service du cadastre et le dépôt de la guerre pour rapprocher cadastre et carte topographique. Le dépôt de la guerre doit assurer la triangulation de premier et deuxième ordre, le cadastre celle de troisième ordre. Mais cette organisation ne pourra pas dépasser
le stade du papier, faute de moyens financiers, humains et matériels. Le règlement du 15 mars 1827 sur les opérations cadastrales marque un progrès notable en imposant une véritable triangulation faite au théodolite et en prescrivant une obligation d’étalonnage des appareils de mesure. La qualité géométrique des plans réalisés à partir de 1828 s’améliore de fait. En 1850, la plupart des plans napoléoniens ont été levés et publiés à l’exception de ceux de la Savoie, du comté de Nice et de la Corse.

#### Premières évaluations de la superficie cadastrale de la France
Dès 1836, une publication de données statistiques concernant le territoire national, intitulée Situation financière des communes, est publiée par le ministère de l'Intérieur. Elle comporte en particulier la superficie des communes, telle qu'elle ressort du cadastre. Cette publication ne devient annuelle toutefois qu'en 1878. Les données sont republiées dans l'annuaire du Bureau des longitudes. Ainsi dans l'édition de 1874, la superficie de la France ressort à 543 051,41 km2, comprenant toujours le Bas-Rhin et le Haut-Rhin. Ce n'est que dans la publication de 1876 que la Situation financière des communes publie un état sans les départements du Bas-Rhin et du Haut-Rhin et donne pour la superficie totale de la France 528 573,04 km2.
La superficie donnée par la Situation financière des communes n'est pas une quantité fixe. Elle varie avec les résultats de la révision du cadastre que les communes ont droit d'opérer et dont la loi du 17 mars 1898 leur a facilité l'exécution. Dans l'annuaire du Bureau des Longitudes de 1878, la valeur est de 529 050 km2.

#### Nouvelle évaluation de la superficie de la France métropolitaine à partir de la carte d'État-major

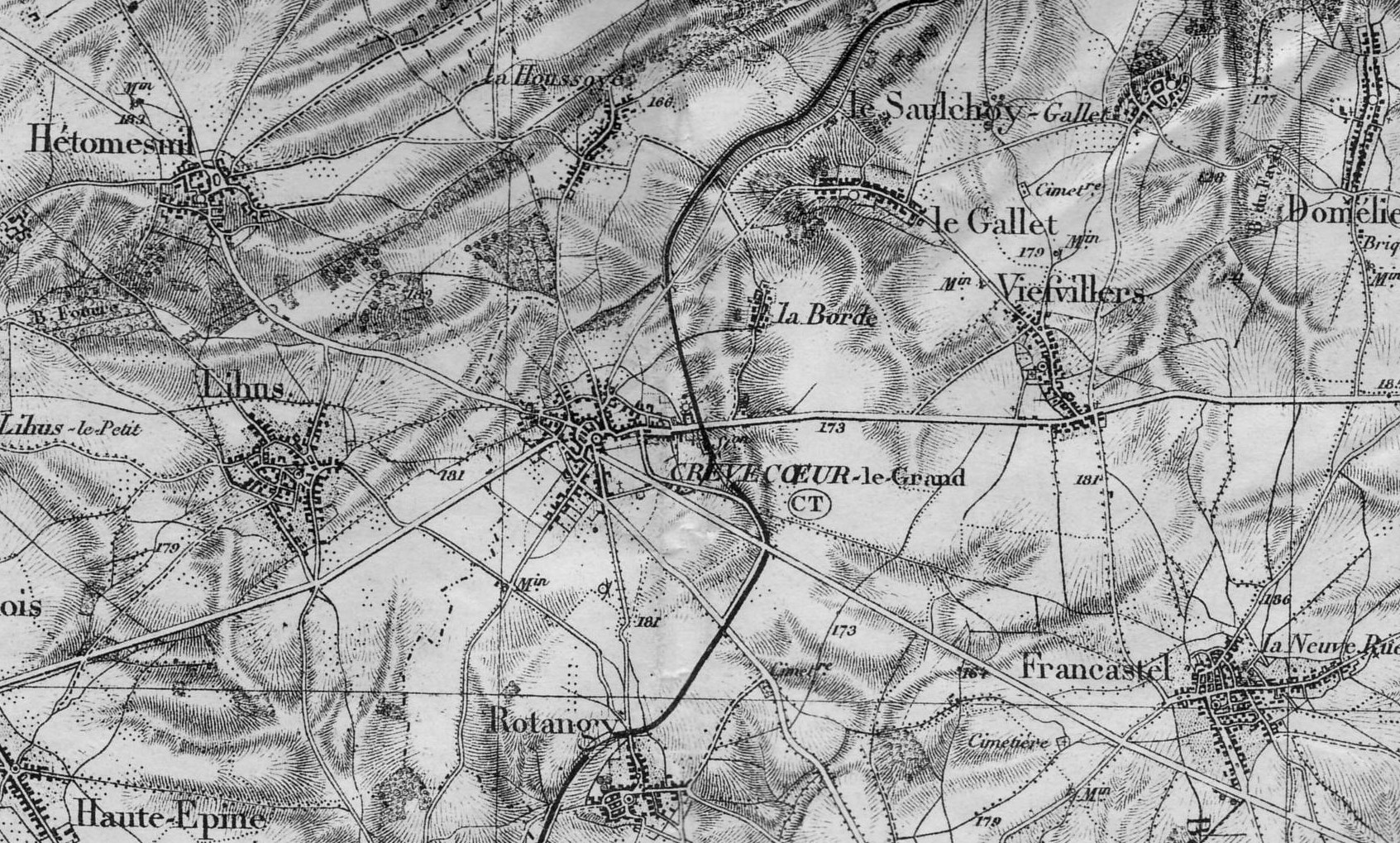
Extrait de la feuille de Montdidier (Somme) de la carte d'État-Major au 1/80 000e de 1885.

Devant les discordances qui existent dans les diverses publications officielles de la superficie de la France et de ses divisions territoriales, une nouvelle mesure de la superficie de la France à partir de la Carte d'État-Major au 1/80 000e est demandée en 1885 par le Conseil supérieur de Statistique au Service géographique de l'armée. Les travaux sont engagés en 1887 et le résultat présenté en 1894 est de 536 464 km2. Cette valeur comprend les cours d'eau et leurs estuaires, les lacs intérieurs, la partie du Léman qui appartient a la France et, sur les côtes, toute la laisse de la plus basse mer jusqu'au zéro des cartes marines. La laisse de mer a une superficie totale d'environ 2 511 km2; les îles de mer ont une superficie de 9 358 km2, la partie française du Léman a une superficie de 240 km2. Camille Flammarion évalue la marge d'erreur à 50 hectares, en admettant que la carte d'État-major soit une représentation fidèle du territoire.
Dans un article de la revue L'Astronomie publié en 1894, Camille Flammarion décrit la méthode qui a été utilisée. On a supposé que la Terre a réellement la figure d'un ellipsoïde de révolution. C'est la portion de la surface de cet ellipsoïde embrassée par le contour du littoral (laisse de basse mer) et des frontières qui a été en partie calculée, en partie mesurée. Trois types d'ellipsoïdes ont été utilisés : l'ellipsoïde dit de la Carte de France, l'ellipsoïde de Bessel et l'ellipsoïde de Clarke. La surface de la France peut être considérée comme étant la somme de deux types de surfaces :
- un certain nombre de carreaux pleins (7 341), dont la surface a été déterminée par le calcul. Dans le calcul d'un carreau de 10', on a pris pour surface approchée le produit de la longueur développée de l'arc de méridien de 10' par la longueur de l'arc de parallèle développé de même amplitude, passant par le centre du carreau. En d'autres termes, on a substitué à la surface ellipsoïdale une surface tronconique tangente à l'ellipsoïde le long du parallèle du centre du carreau, et dont la génératrice, coupée en deux parties égales par le parallèle central, est égale en longueur à l'arc de méridien de 10' développé[26].
- de la portion intérieure des carreaux traversés par le contour de la frontière ou de la laisse de basse mer, mesurées au planimètre Coradi, en fonction du carreau correspondant pris comme unité, et ensuite évaluées en hectares à l'aide de la surface calculée de ce même carreau. Afin de s'affranchir des déformations du papier et de l'étalement des traits par l'impression, la mesure des carreaux frontières et maritimes a été faite sur les planches de cuivre gravées de la Carte de France, en remplaçant la pointe du planimètre par un microscope grossissant environ vingt fois, monté à l'extrémité de la règle mobile et portant, dans son plan focal, deux fils en croix[26].

Cette superficie ne correspond pas exactement à celle qui résulte de l'addition de celle de toutes les communes d'après le cadastre spécial, telle qu'elle est donnée dans la Situation financière des Communes de France et d'Algérie en 1902. Sur les 87 circonscriptions départementales, il n'y en a que quatre dont la superficie, dans la Situation financière, soit supérieure à celles de l'Annuaire du Bureau des Longitudes: les Alpes-Maritimes, le Territoire de Belfort, le Rhône et la Seine, l'excédent total pour les quatre départements n'est que de 14 km2. Il y en a, au contraire, 83 dont la superficie est moindre dans la Situation financière que dans l'Annuaire du Bureau des Longitudes. Cette différence en moins est de 7 123 km2. Elle provient principalement de la manière de calculer, la mesure planimétrique embrassant toute la superficie, terre et eau, le cadastre ne comprenant pas toujours les cours d'eau, les routes et les roches inaccessibles, et jamais laisse de mer. Aussi la différence est-elle considérable dans les départements maritimes, même riverains de la Méditerranée qui n'a presque pas de marées.

#### Superficie de l'empire colonial français
Le Second empire colonial français succède au premier espace colonial français (1534-1815), qui regroupait les vieilles colonies obtenues par le royaume de France (451-1792), la Première République (1792-1804) et le Premier Empire napoléonien (1804-1815). Il regroupe l'ensemble des colonies possédées par la France à partir de 1815, mais essentiellement constitué sous la Troisième République. Après la connaissance du territoire métropolitain, il est nécessaire de connaître celle de l'empire colonial français. En 1878, la valeur des possessions directes et indirectes de la France publiée par le Bureau des Longitudes est de 1 276 717 km2 se répartissant en 529 050 km2 en Europe (la France métropolitaine), 542 368 km2 en Afrique, 86 489 km2 en Asie, 28 940 km2 en Océanie et 89 860 km2 en Amérique du Sud (la Guyane principalement).
La valeur publiée en 1907, correspondant aux possessions de 1906 s'établit quant à elle à 10 367 493 km2, soit huit fois plus qu'en 1878. Des points d'interrogation sont ajoutés en face de certaines colonies du fait de l'imprécision des mesures, voire de l'absence de frontière formelle. C'est ainsi le cas pour le territoire de l'Algérie qui n'a pas de limite au sud et pour lequel c'est le 32e parallèle qui a été retenu comme limite pour calculer la superficie. Selon cet ouvrage, l'empire français est alors le troisième empire colonial le plus important en superficie derrière l'empire colonial britannique (22 184 000 km2) et l'empire russe (21 662 000 km2).
| Continent        | Continent  | Pays ou groupe de pays                                                    | Pays ou groupe de pays | Pays                            | Pays       |
| nom              | superficie | nom                                                                       | superficie             | nom                             | superficie |
| ---------------- | ---------- | ------------------------------------------------------------------------- | ---------------------- | ------------------------------- | ---------- |
| Afrique          | 9 577 134  | Algérie et Sahara algérien (1904)                                         | 478 970                |                                 |            |
| Afrique          | 9 577 134  | Tunisie (protectorat 1901)                                                | 130 000                |                                 |            |
| Afrique          | 9 577 134  | Sahara                                                                    | 4 000 000              |                                 |            |
| Afrique          | 9 577 134  | Afrique-Occidentale française                                             | 1 514 000              | Sénégal                         | 191 000    |
| Afrique          | 9 577 134  | Afrique-Occidentale française                                             | 1 514 000              | Mauritanie                      | 325 000    |
| Afrique          | 9 577 134  | Afrique-Occidentale française                                             | 1 514 000              | Haut-Sénégal et Niger           | 998 000    |
| Afrique          | 9 577 134  | Afrique-Occidentale française                                             | 1 514 000              | Guinée française                | 125 000    |
| Afrique          | 9 577 134  | Afrique-Occidentale française                                             | 1 514 000              | Côte-d'Ivoire                   | 330 000    |
| Afrique          | 9 577 134  | Afrique-Occidentale française                                             | 1 514 000              | Dahomey                         | 166 000    |
| Afrique          | 9 577 134  | Congo français (avec Gabon, Oubangui-Chari et Territoire du Tchad) (1905) | 2 200 000              |                                 |            |
| Afrique          | 9 577 134  | Mayotte et Comores (1904)                                                 | 2 077                  |                                 |            |
| Afrique          | 9 577 134  | Madagascar et dépendances (1905)                                          | 590 000                |                                 |            |
| Afrique          | 9 577 134  | La Réunion                                                                | 2 600                  |                                 |            |
| Afrique          | 9 577 134  | Côte des Somalis (1904)                                                   | 35 000                 |                                 |            |
| Afrique          | 9 577 134  | Îles du Sud (Saint-Paul, Amsterdam, Kerguelen)                            | 3 487                  |                                 |            |
| Asie             | 671 808    | Inde française                                                            | 508                    |                                 |            |
| Asie             | 671 808    | Indochine                                                                 | 671 300                | Cochinchine                     | 56 900     |
| Asie             | 671 808    | Indochine                                                                 | 671 300                | Cambodge (protectorat)          | 100 000    |
| Asie             | 671 808    | Indochine                                                                 | 671 300                | Annam (protectorat)             | 150 000    |
| Asie             | 671 808    | Indochine                                                                 | 671 300                | Tonkin                          | 103 400    |
| Asie             | 671 808    | Indochine                                                                 | 671 300                | Laos                            | 260 000    |
| Asie             | 671 808    | Indochine                                                                 | 671 300                | Kouang-Tchéou-Wan               | 1 300      |
| Océanie          | 25 455     | Nouvelle-Calédonie et Îles de la Loyauté (avec troupes, 1906)             | 21 000                 |                                 |            |
| Océanie          | 25 455     | Îles Wallis, Futuna et Alofi (protectorat)                                | 255                    |                                 |            |
| Océanie          | 25 455     | Établissements de l'Océanie (1901)                                        | 4 200                  | Tahiti et Îles-sous-le-Vent     | 1 680      |
| Océanie          | 25 455     | Établissements de l'Océanie (1901)                                        | 4 200                  | Îles Marquises                  | 1 300      |
| Océanie          | 25 455     | Établissements de l'Océanie (1901)                                        | 4 200                  | Îles Tuamotu                    | 700        |
| Océanie          | 25 455     | Établissements de l'Océanie (1901)                                        | 4 200                  | Îles Gambier, etc               | 230        |
| Océanie          | 25 455     | Établissements de l'Océanie (1901)                                        | 4 200                  | Îles Tubuai, etc                | 290        |
| Amérique du Nord | 3 096      | Saint-Pierre-et-Miquelon                                                  | 241                    |                                 |            |
| Amérique du Nord | 3 096      | Guadeloupe et dépendances                                                 | 1 870                  | Guadeloupe                      | 1 603      |
| Amérique du Nord | 3 096      | Guadeloupe et dépendances                                                 | 1 870                  | Désirade                        | 27         |
| Amérique du Nord | 3 096      | Guadeloupe et dépendances                                                 | 1 870                  | Petite-Terre et Saintes         | 18         |
| Amérique du Nord | 3 096      | Guadeloupe et dépendances                                                 | 1 870                  | Marie-Galante                   | 149        |
| Amérique du Nord | 3 096      | Guadeloupe et dépendances                                                 | 1 870                  | Saint-Martin (partie française) | 52         |
| Amérique du Nord | 3 096      | Guadeloupe et dépendances                                                 | 1 870                  | Saint-Barthélémy                | 21         |
| Amérique du Sud  | 90 000     | Guyane                                                                    | 90 000                 |                                 |            |
| Total            | 10 367 493 |                                                                           |                        |                                 |            |

### XXesiècle

#### Remaniements du cadastre
Le principal défaut du cadastre napoléonien était son absence de mise à jour. En effet le plan rédigé lors de l’établissement du cadastre de la commune ne comportait pas les modifications engendrées par les différents partages des parcelles, constructions ou démolitions des biens. Selon la date de confection du plan napoléonien, c'est donc environ un siècle de modifications, divisions ou aliénations diverses qui n'avaient pas été reportées. Le calcul de l'impôt et la délimitation des propriétés foncières étaient, de fait, devenus ingérables. La loi du 16 avril 1930 prescrit alors une révision exceptionnelle des évaluations foncières et pose le principe d’une rénovation générale du cadastre.
Un nouveau remaniement du cadastre est engagé en application de la loi du 18 juillet 1974 institue le remaniement du cadastre. Il s'agit d'une nouvelle rénovation ponctuelle, exécutée chaque fois que le plan n'est plus adapté à l'évolution du tissu parcellaire. Cette procédure perdure encore aujourd'hui. Elle est réalisée, soit à la demande d'une commune, soit à l'initiative des Services du Cadastre. Elle peut toucher l'ensemble d'une commune, ou certaines parties de son territoire, en fonction de la qualité du plan et des difficultés de gestion actuelles, causées par les multiples évolutions du parcellaire (densification urbaine, divisions successives…). C'est la superficie des communes calculée par le service du cadastre de la Direction générale des impôts sur la base du cadastre de 1975, corrigée des modifications communales intervenues ensuite qui alimente le répertoire géographique des communes et donc la superficie de la France publiée par l'Insee.

#### Essor de la géomatique dès les années 1970
Nés à la fin des années 1960 au Canada, avec en particulier les deux premières conférences abordant explicitement le thème de la gestion des données géographiques en 1970, puis en 1972, qui se déroulent à Ottawa, les Systèmes d'Information Géographique (SIG) n'apparaissent en France que dans les années 1980 avec en particulier les sociétés JSInfo en 1973, APIC en 1983 puis Géoconcept en 1990. Face au développement des outils, les bases de données se multiplient. Dans ce cadre, la Direction des Impôts entreprend la numérisation du Plan Cadastral à la fin des années 1980. Avant 1995, les numérisations sont réalisées sur la base de cahiers des charges locaux, négociés entre partenaires. À partir de 1955, des conventions sont établies dans le respect de la norme EDIGEO, avec des adaptations mineures, à la demande de la Direction Générale des Impôts (DGI devenue DGFiP en 2008), pour permettre l'intégration des plans numérisés dans les applicatifs de gestion des partenaires. Mais le plan cadastral informatisé souffre d'un handicap majeur : le géoréférencement et la continuité géographique n’avaient pas été prévus dans sa conception initiale, ce qui ne va pas contribuer à permettre d'établir une superficie des communes plus précise.

### XXIesiècle

#### Vers une représentation parcellaire cadastrale unique (RPCU)
L'IGN engage en 2001 la réalisation de la BD Parcellaire composante du « Référentiel à Grande Echelle », un référentiel de données géographiquement cohérentes initiées par l’État. C'est un produit numérique défini et diffusé par l'IGN, comprenant les informations de la couche parcellaire du RGE. Les données cadastrales proviennent du plan cadastral informatisé en mode vecteur (PCI Vecteur) ou du plan cadastral informatisé par scannage (PCI Image) puis recalées pour permettre d’obtenir un fonds continu aux échelles administratives choisies (communales, départementales, etc.). La superposition des deux produits numériques du cadastre (celui de la DGFiP et celui de l'IGN) met en évidence des différences importantes de tracés, accentuant le doute sur les valeurs de superficie à retenir pour les communes et qui restent immuablement dans les données attributaires des produits de l'IGN : celles communiquées par la DGI et établies sur les bases de 1975.
Prévue pour être achevée en 2007, la BD Parcellaire est très loin d'être terminée à cette échéance. Le programme 2008-2011 de l’IGN prévoit d’achever la vectorisation de cette BD parcellaire et la mise en œuvre de la convergence entre le plan cadastral informatisé (PCI) de la DGI et la base de données parcellaire de l’IGN afin de pallier ces problèmes de non superposition. Pourtant, en 2011 le cadastre n’est pas encore numérisé partout. Début 2011, seules 139 des 319 communes du Lot-et-Garonne sont vectorisées. Le programme de vectorisation du département dure jusqu’en 2014. En 2015, l’IGN et la DGFiP commencent enfin la production de la représentation parcellaire cadastrale unique (RPCU), un produit qui devrait supprimer à terme les deux produits numériques actuels. Depuis août 2018 la communication du nouveau plan préalablement à son entrée en vigueur s'effectue sur le site rpcu.cadastre.gouv.fr.

## Superficie des espaces terrestres
Toute parcelle de terrain est délimitée par une ligne polygonale dont les côtés peuvent être mesurés à l'aide d'une chaîne d'arpenteur. La superficie de la parcelle peut alors être calculée à partir de ces mesures non réduites à l’horizontale et non projetées. Cette superficie est dite "vraie". Mais, du fait du relief et de la sphéricité de la Terre, la superficie des terrains est conventionnellement calculée à partir de mesures réduites à l’horizontale et projetées cartographiquement selon un système de projection dépendant de la localisation des terrains. Deux types de superficies peuvent être différenciées selon leur mode d'élaboration : les superficies cadastrales, obtenues par mesurage direct des parcelles cadastrales élémentaires, et les superficies géographiques, mesurées à partir de supports cartographiques.

### Superficie cadastrale
Le cadastre est l'ensemble des documents relatifs au découpage en propriétés, bâties et non bâties, d'une commune française et à leur valeur, ce qui sert notamment de base de calcul à la taxe foncière, et l'administration chargée de conserver ces documents et de les mettre à jour. Le plan cadastral d'une commune se compose de sections cadastrales découpées dans certains cas en feuilles parcellaires et lieux -dits, d'un tableau d'assemblage ou d'une mappe d'ensemble. Les sections comprennent le domaine cadastré et le domaine non cadastré, constitué des terrains exemptés de la taxe foncière des propriétés non bâties. Le domaine non cadastré comprend les voies publiques, les eaux (cours d'eau domaniaux ou non), les rivages de la mer, les lacs s'ils appartiennent au domaine public, les canaux de navigation de l'état non concédés et certains immeubles particuliers comme les aérodromes et dépendances qui remplissent simultanément les conditions suivantes : appartiennent à l'État, au département ou à la commune, ne sont pas ouverts à la circulation aérienne publique, sont affectés à un service d'utilité générale et improductifs de revenus.
La superficie cadastrale de la France est égale à la somme des superficies cadastrales de chaque commune (domaine cadastré et non cadastré). Celles-ci sont calculées à partir des levés cadastraux dont les distances mesurées sur le terrain ont été réduites à l’horizontale et au niveau 0. Elles ont été calculées à partir de ces dessins à l’échelle pour produire ce qui a été dénommé les « contenances » cadastrales qui restent la référence actuelle sauf lorsque des bornages ultérieurs plus précis ont été effectués. Jusqu'en 2016, la référence en matière de données liées aux divisions administratives françaises était le répertoire géographique des communes (RGC), produit par l'IGN, contenant en particulier la superficie de chaque commune. Cette donnée, fournie annuellement par l'Insee, correspond à la superficie évaluée en 1975 par le service du cadastre de la Direction générale des impôts, corrigée des modifications communales intervenues depuis 1975. Elle comprend « toutes les surfaces du domaine public et privé, cadastrées ou non cadastrées, à l'exception des lacs, étangs et glaciers de plus d'un kilomètre carré [à la fin du XIXe siècle, le plancher de non comptabilité était de 4 km2], ainsi que des estuaires ».
En 1990, la superficie cadastrale de la France métropolitaine était de 543 965,40 km2. Au 1er janvier 2017, elle est, selon l'Insee, de 543 940 km2, selon le détail ci-dessous. La France entière hors COM et TOM s'établit quant à elle à 633 109 km2.
| Division de la France                           | Région                     | Superficie | Référence Insee |
| ----------------------------------------------- | -------------------------- | ---------- | --------------- |
| France métropolitaine                           | Auvergne-Rhône-Alpes       | 69 711     | [ Insee 1 ]     |
| France métropolitaine                           | Bourgogne-Franche-Comté    | 47 783     | [ Insee 2 ]     |
| France métropolitaine                           | Bretagne                   | 27 208     | [ Insee 3 ]     |
| France métropolitaine                           | Centre-Val de Loire        | 39 151     | [ Insee 4 ]     |
| France métropolitaine                           | Corse                      | 8 680      | [ Insee 5 ]     |
| France métropolitaine                           | Grand Est                  | 57 433     | [ Insee 6 ]     |
| France métropolitaine                           | Hauts-de-France            | 31 814     | [ Insee 7 ]     |
| France métropolitaine                           | Île-de-France              | 12 012     | [ Insee 8 ]     |
| France métropolitaine                           | Normandie                  | 29 907     | [ Insee 9 ]     |
| France métropolitaine                           | Nouvelle-Aquitaine         | 84 036     | [ Insee 10 ]    |
| France métropolitaine                           | Occitanie                  | 72 724     | [ Insee 11 ]    |
| France métropolitaine                           | Pays de la Loire           | 32 082     | [ Insee 12 ]    |
| France métropolitaine                           | Provence-Alpes-Côte d'Azur | 31 400     | [ Insee 13 ]    |
| France métropolitaine                           | Total                      | 543 940    |                 |
| DROM                                            | Guadeloupe                 | 1 628      | [ Insee 14 ]    |
| DROM                                            | Martinique                 | 1 128      | [ Insee 15 ]    |
| DROM                                            | Guyane                     | 83 534     | [ Insee 16 ]    |
| DROM                                            | La Réunion                 | 2 504      | [ Insee 17 ]    |
| DROM                                            | Mayotte                    | 375        | [ 40 ]          |
| DROM                                            | DROM hors Mayotte          | 88 794     |                 |
| DROM                                            | DROM                       | 89 169     |                 |
| France entière hors Mayotte et hors COM et TAAF |                            | 632 734    | [ Insee 18 ]    |
| France entière hors COM et TAAF                 |                            | 633 109    |                 |

### Superficie géodésique
La superficie géodésique est obtenue par mesurage indirect à partir de supports cartographiques et est donc tributaire de la précision de la cartographie du territoire et des techniques cartométriques.

#### Précision des frontières
Le territoire national terrestre est délimité par des frontières terrestres pour les parties de territoire limitrophes de terres d'un pays tiers et par des côtes pour les parties de territoires bordées par un océan ou une mer.
Les frontières terrestres sont définies par des accords et traités internationaux. Le Ministère des affaires étrangères est responsable des positions défendues par la France vis-à-vis des pays riverains. Le Ministère de l'Intérieur est responsable de la coordination et des travaux d’entretien de la frontière et en gère les financements. La France métropolitaine possède des frontières terrestres avec 8 pays voisins, totalisant un linéaire de 2 913 km : l'l'Espagne (623 km), la Belgique (620 km), la Suisse (573 km), l'Italie (515 km), l'Allemagne (448 km), le Luxembourg (73 km), l'Andorre (57 km) et Monaco (4 km). Si le dernier traité international réglant les frontières avec un pays tiers est le traité de Paris, de très nombreuses rectifications et démarcations ont ensuite été agréées, mais de nombreux litiges subsistent et en de nombreux endroits les délimitations ne sont pas cohérentes entre pays. En 2007, la directive INSPIRE donne aux États-membres, pour ce qui concerne cette problématique de frontières terrestres, l'objectif de mettre en accord les bases de données respectives (modèle, format, raccords) et donc de transcrire en information numérique bilatérale des textes des traités frontaliers à l'horizon 2018. Les bornes doivent être dotées de coordonnées de précision métrique et les lignes frontières des bases de données doivent également être en accord métrique avec les pays voisins et passer par les bornes. En 2017, l'objectif est presque atteint pour la France puisqu'un seul secteur affiche deux lignes, le litige du mont Blanc n’étant pas résolu avec l'Italie, depuis le dôme du Goûter jusqu’au nord du col du Géant. Pour l'information du public, le CNIG a développé une API qui permet de visualiser le projet de ligne frontière bilatérale élaboré dans le cadre de la directive Inspire.
Les limites des terres côté mer peuvent être de trois types :
- la laisse de pleine mer : intersection de la surface atteinte par les plus hautes marées astronomiques avec des surfaces terrestres.
- la laisse de basse mer : intersection de la surface atteinte par les plus basses mers astronomiques avec les surfaces terrestres. La laisse de basse mer peut être différente du zéro hydrographique. Synonyme : LAT (Lower Astronomical Tide)
- le trait de côte : limite conventionnelle du domaine maritime au voisinage de la laisse de pleine mer pour les côtes de France Atlantique et Manche. Le long des côtes méditerranéennes, le trait de côte est défini comme le niveau maximal hivernal. Sa définition théorique pourrait être, soit la limite des plus hautes mers astronomiques, soit la limite des niveaux extrêmes de pleine mer à une période de retour de dix ans.

La limite côtière retenue pour la première évaluation de la superficie de la France en 1897 et réajustée jusqu'en 1951 était la laisse de basse mer. A contrario, la limite côtière retenue pour le produit cartographique BD CARTO est la laisse des plus hautes eaux.

#### Systèmes de projection
La Terre a une forme irrégulière. Une projection s'appuie sur une sphère ou un ellipsoïde de révolution qui sont des modèles plus ou moins proches de la forme patatoïde réelle. Il existe trois types de projection cartographique :
- les projections équivalentes, qui conservent les surfaces, modulo la valeur de l’échelle, et donc les rapports des surfaces entre elles dans un même document,
- les projections conformes, qui conservent les valeurs angulaires entre directions, et ont de ce fait été utilisées par les navigateurs, les artilleurs et autres métiers « de plein-air », et permettent également les assemblages pour de grandes étendues cartographiées, mais ne conservent pas les surfaces.
- les projections aphylactiques, ni conformes ni équivalentes, mais peuvent être équidistantes, c'est-à-dire conserver les distances sur les méridiens.

Les cartographes ont cherché à définir des projections réunissant le maximum d’avantages et le minimum d’inconvénients, pour la zone qu’ils avaient à cartographier. Pour chaque zone considérée, ces projections conservent strictement les angles en limitant au mieux les déformations. Concernant la France, ces projections sont :
| Zone                                                   | Système géodésique | Ellipsoïde associé | Projection         |
| ------------------------------------------------------ | ------------------ | ------------------ | ------------------ |
| France continentale, Corse                             | RGF93              | IAG GRS 1980       | Lambert 93         |
| Guadeloupe, Saint-Martin, Saint-Barthélémy, Martinique | WGS84              | IAG GRS 1980       | UTM Nord fuseau 20 |
| Guyane                                                 | RGFG95             | IAG GRS 1980       | UTM Nord fuseau 22 |
| Réunion                                                | RGR92              | IAG GRS 1980       | UTM Sud fuseau 40  |
| Mayotte                                                | RGM04              | IAG GRS 1980       | UTM Sud fuseau 38  |

#### Cartes papiers
La carte d'État-Major est une carte générale de la France réalisée, dans sa première version, au XIXe siècle. Une ordonnance royale de 1827 en confie l'exécution au Dépôt de la Guerre même si des premiers essais eurent lieu en 1818. C'est sur ce support que le ministère de la Guerre entreprend en 1887, sur le vœu exprimé par le Conseil supérieur de statistique, de mesurer la superficie de la France métropolitaine et de ses circonscriptions administratives. La mesure est exécutée sur les cuivres mêmes afin d'éviter les erreurs provenant du jeu du papier sous la presse. Le résultat présenté en 1894 est de 536 464 km2. Il comprend les cours d'eau et leurs estuaires, les lacs intérieurs, la partie du Léman qui appartient à la France et, sur les côtes, toute la laisse de la plus basse mer jusqu'au zéro des cartes marines. La laisse de mer a une superficie totale d'environ 2 511 km2. Les îles de mer ont une superficie de 9 358 km2. La partie française du Léman a une superficie de 240 km2.
Cette évaluation est actualisée chaque année en fonction de l'évolution des frontières et est publiée par le Bureau des Longitudes. La dernière évaluation est publiée en 1951, à la suite du traité de Paris de 1947 qui rectifie la frontière avec l'Italie. Elle est alors de 551 695,42 km2.

#### Cartes numériques
Deux opérateurs officiels ont établi des produits cartographiques de référence comportant les limites administratives et permettant de calculer leurs superficies : la DGFiP et l'IGN. Un opérateur dérivé
Dès la fin des années 1990, la DGFiP a entrepris de numériser le cadastre.
L'IGN diffuse des bases de données cartographiques qui peuvent être classées selon le critère de l’échelle – ou de la précision géométrique des données - :
- à petite échelle : GéoFLA. Il s’agit d’un localisant permettant la cartographie statistique à la granularité de la commune ; les positions relatives des polygones décrivant les communes sont justes mais la précision géométrique des limites ne permet pas une superposition à une carte topographique.
- à moyenne échelle : BD CARTO. La précision des limites est d'ordre décamétrique et permet une superposition correcte à d’autres données dans une plage d’échelle allant du 1 : 50 000 au 1 : 250 000 environ. Contrairement à GeoFLA, ces données ne sont pas diffusées sous licence ouverte, mais selon les licences et modalités pratiquées par l’IGN.
- à grande échelle : BD PARCELLAIRE. Les limites administratives sont – ou devraient être - cohérentes avec les limites portées sur le cadastre. En réalité, la précision de ces limites administratives varie considérablement selon les méthodes techniques utilisées pour leur établissement, de quelques centimètres pour les déterminations récentes en zone urbanisée à quelques mètres -voire décamètres…- en montagne pour des déterminations topographiques issues d’une consultation de documents cadastraux et d’un report sur des levés topographiques.

### Départements et territoires français

#### Cas de la Guyane
En 1878, le Bureau des Longitudes évalue la surface de la « Guyane et Inini » à 87 000 km2. Cette valeur est portée à 91 000 km2 dans une annexe au décret du 25 décembre 1936 par le Service géographique des Colonies (SGF), une valeur erronée largement reprise par la suite. Les sources ayant servi à l'établissement de ce chiffre ne sont pas connues et, en tout état de cause, seuls des fonds de cartes anciens et très imprécis ont pu être utilisés à l'époque. Les frontières sud de la Guyane n'ont en effet été fixées que par les travaux des missions Hurault-Freynet de l'IGN dans les années 1950-1960. Selon Patrick Blancodini et Sylviane Tabarly cette erreur résulterait d'une mauvaise estimation de la latitude des sources de l'Oyapock. Il faut attendre les années 1960 pour que l'IGN corrige cette donnée. Mais de nombreux ouvrages ont continué à utiliser cette superficie erronée jusqu'à très récemment : par exemple, le dictionnaire Larousse dans son édition en ligne continue à indiquer une superficie de la Guyane de 91 000 km2. À tel point qu'en 2009, Mme Christiane Taubira interroge M. le ministre de la défense dans une question au gouvernement sur les mesures officielles à retenir pour la superficie totale du territoire guyanais et sur les éléments de géographie et/ou de diplomatie qui auraient conduit à une réduction de la surface totale d'environ 8 %. En réponse, le gouvernement précise que les mesures officielles à retenir pour la superficie totale du territoire guyanais sont celles effectuées par l'Institut national de l'information géographique et forestière et accessibles dans la base de données topographiques nationale de référence, la BD Topo. Celle-ci fait partie du référentiel à grande échelle (RGE), un système intégré d'information géographique de précision métrique couvrant l'ensemble du territoire national et composé de quatre bases de données respectivement topographique, orthophotographique, parcellaire et adresses. La superficie de la Guyane inscrite au RGE est actuellement de 83 846 km2 (surface en projection). L'arrêté du 19 avril 2005 qui définit les conditions de constitution et de mise à jour du RGE, précise cependant dans l'article 1er que la description est partielle pour la Guyane.
Le gouvernement précise que l'amélioration des connaissances du territoire se poursuit en utilisant les nouvelles technologies disponibles (GPS, images satellitaires notamment). La constitution d'un « Référentiel géographique guyanais » (RGG) est d'ailleurs en cours de constitution, grâce à un partenariat entre le ministère de la Défense, l'Office national de l'eau et des milieux aquatiques (ONEMA, via la DIREN Guyane) et l'IGN. Il fait appel notamment à des images à 2,5 m de résolution et 10 m de précision géométrique, acquises avec le satellite Spot-5 et captées par la nouvelle station de réception de Cayenne. Celui-ci devait être terminé en 2011.
Cette valeur de référence de 83 846 km2, semble-t-il non actualisée depuis 2009, est reprise dans de nombreuses publications officielles comme l'Observatoire de l'Outre-mer du Ministère de l'Intérieur en 2017, le rapport 2011 de l'IEDOM, du CNRS, ou de l'Union européenne.
Néanmoins une autre valeur, erronée, est utilisée dans de nombreux documents : celle de 86 504 km2, comme dans le WordFact Book de la CIA.

#### Cas de la Terre Adélie[58]
Les Terres australes et antarctiques françaises ne constituent plus un territoire d'outre-mer (TOM) depuis l'entrée en vigueur de la loi constitutionnelle du 28 mars 2003. Elles disposent désormais d'un statut particulier en vertu de l'article 72-3 de la Constitution de la Ve République : elles ont plus précisément le statut de collectivité territoriale sui generis, dotée d'une "organisation particulière" (alinéa 4). Ce statut original est aujourd'hui précisé par la loi ordinaire du 21 février 2007, "portant dispositions statutaires et institutionnelles relatives à l'outre-mer", qui modifie et actualise - dans son article 14 - la loi du 6 août 1955, désormais intitulée : "Loi portant statut des Terres australes et antarctiques françaises et de l'île de Clipperton". Sur le plan international, la souveraineté française sur la Terre-Adélie s'exerce dans le contexte du traité sur l'Antarctique signé à Washington en 1959 qui établit un « gel » des prétentions territoriales et affirme la liberté de la recherche scientifique sur tout le continent. Elle doit donc être compatible avec les exigences du traité qui a été complété en 1991 par le protocole de Madrid sur la protection de l'environnement et qui fait de ce continent « une réserve naturelle consacrée à la paix et à la science ». De ce fait la superficie de 432 000 km2 attribuée au district de la Terre-Adélie n'est pas comptée dans le tableau ci-dessous.

#### Récapitulatif général
|                                    | Statut                                  | Superficie par statut | Nom division                                | Superficie par division (en km2) | Nom subdivision                     | Superficie par subdivision (en km2) | Références |
| ---------------------------------- | --------------------------------------- | --------------------- | ------------------------------------------- | -------------------------------- | ----------------------------------- | ----------------------------------- | ---------- |
| France Métropole                   | Département et région de métropole      | 551 695               |                                             | 551 695                          |                                     | 551 695                             | [ 61 ]     |
| France Outre-Mer                   | Département et région d'outre-mer       | 89 489                | Guadeloupe                                  | 1 628                            |                                     | 1 628                               | [ 62 ]     |
| France Outre-Mer                   | Département et région d'outre-mer       | 89 489                | Martinique                                  | 1 128                            |                                     | 1 128                               | [ 63 ]     |
| France Outre-Mer                   | Département et région d'outre-mer       | 89 489                | Guyane                                      | 83 846                           |                                     | 83 846                              | [ 64 ]     |
| France Outre-Mer                   | Département et région d'outre-mer       | 89 489                | La Réunion                                  | 2 512                            |                                     | 2 512                               | [ 65 ]     |
| France Outre-Mer                   | Département et région d'outre-mer       | 89 489                | Mayotte                                     | 375                              |                                     | 375                                 | [ 40 ]     |
| France Outre-Mer                   | Collectivité d'outre-mer                | 30 860                | Saint-Pierre-et-Miquelon                    | 242                              |                                     | 242                                 | [ 66 ]     |
| France Outre-Mer                   | Collectivité d'outre-mer                | 30 860                | Saint-Barthélemy                            | 21                               |                                     | 21                                  | [ 67 ]     |
| France Outre-Mer                   | Collectivité d'outre-mer                | 30 860                | Saint-Martin                                | 53                               |                                     | 53                                  | [ 68 ]     |
| France Outre-Mer                   | Collectivité d'outre-mer                | 30 860                | Wallis-et-Futuna                            | 142                              |                                     | 142                                 | [ 69 ]     |
| France Outre-Mer                   | Collectivité d'outre-mer                | 30 860                | Polynésie française                         | 4 167                            | Archipel de la Société              | 1 600                               | ,          |
| France Outre-Mer                   | Collectivité d'outre-mer                | 30 860                | Polynésie française                         | 4 167                            | Archipel des Tuamotu                | 690                                 | ,          |
| France Outre-Mer                   | Collectivité d'outre-mer                | 30 860                | Polynésie française                         | 4 167                            | Archipel des Marquises              | 1 049                               | ,          |
| France Outre-Mer                   | Collectivité d'outre-mer                | 30 860                | Polynésie française                         | 4 167                            | Archipel des Gambier                | 40                                  | ,          |
| France Outre-Mer                   | Collectivité d'outre-mer                | 30 860                | Polynésie française                         | 4 167                            | Archipel des Australes              | 152                                 | ,          |
| France Outre-Mer                   | Collectivité d'outre-mer                | 30 860                | Nouvelle-Calédonie                          | 18 576                           |                                     | 18 576                              | [ 74 ]     |
| France Outre-Mer                   | Collectivité d'outre-mer                | 30 860                | Terres australes et antarctiques françaises | 7 659                            | District des îles éparses           | 42                                  | ,          |
| France Outre-Mer                   | Collectivité d'outre-mer                | 30 860                | Terres australes et antarctiques françaises | 7 659                            | District de Kerguelen               | 7 215                               | [ 80 ]     |
| France Outre-Mer                   | Collectivité d'outre-mer                | 30 860                | Terres australes et antarctiques françaises | 7 659                            | District de Crozet                  | 340                                 | [ 81 ]     |
| France Outre-Mer                   | Collectivité d'outre-mer                | 30 860                | Terres australes et antarctiques françaises | 7 659                            | District de Saint-Paul et Amsterdam | 62                                  | ,          |
| France Outre-Mer                   | Collectivité d'outre-mer                | 30 860                | Terres australes et antarctiques françaises | 7 659                            | District de Terre Adélie            | 432 000                             | [ 84 ]     |
| France Outre-Mer                   | Sous l'autorité directe du gouvernement | 7                     | Clipperton                                  | 7                                |                                     | 7                                   |            |
| France entière (hors Terre Adélie) |                                         | 672 051               |                                             | 672 051                          |                                     | 671 415                             |            |

### Comparaisons internationales

#### Niveau européen
L'Union européenne est une association politico-économique sui generis de vingt-sept États européens dont la France. Il existe en outre actuellement neuf régions ultrapériphériques de l'Union européenne au sens de l'article 349 du traité de Lisbonne dont : cinq départements français d’outre-mer, la Martinique, Mayotte, la Guadeloupe, la Guyane et la Réunion, et une collectivité d’outre-mer française, Saint-Martin (depuis 2009). L'île de Saint-Barthélémy qui avait ce statut avant 2012, l'a perdu à compter du 1er janvier 2012, pour être transformé en pays et territoire d'outre-mer (PTOM) associé, régi par la IVe partie du même traité.
Ainsi la superficie des territoires français sous souveraineté nationale au sein de l'Union européenne s'établit à 641 237 km2. Avec ses 551 695 km2, la France métropolitaine est le plus étendu des états de l'Union européenne, avant l'Espagne (504 752 km2) et l'Allemagne réunifiée (356 755 km2).

#### Niveau international
Avec 672 051 km2, la superficie de la France se situe au 41e rang de l'ensemble des pays du monde.

## Superficie des espaces maritimes sous souveraineté

### Espaces maritimes et droits associés

Les zones maritimes du droit international de la mer

En partant de la côte, les zones de souveraineté de l'État côtier sont les suivantes : eaux intérieures, mer territoriale, zone contiguë, zone économique exclusive, plateau continental. Au-delà de ces zones, se situe l'espace maritime international ou haute mer. Le tableau suivant décrit les limites de ces différents espaces et leurs droits associés.
| Statut juridique                                        | Nom des espaces maritimes                   | Limite intérieure                   | Limite extérieure                                              | Droits associés | Situation de la France |
| ------------------------------------------------------- | ------------------------------------------- | ----------------------------------- | -------------------------------------------------------------- | --- | --- |
| Espaces maritimes sous souveraineté                     | Eaux intérieures                            | Laisse de haute mer (trait de côte) | Ligne de base droite                                           | L’État est souverain dans les eaux intérieures en vertu de l’article 2 de la Convention des Nations unies sur le droit de la mer (CNUDM). Cette souveraineté s’étend également au sol, au sous-sol, mais aussi à l’espace aérien surjacent. Ainsi, l’État côtier gère l’organisation et le fonctionnement des activités sur les eaux intérieures. Les eaux intérieures, qui baignent les côtes de l'État riverain, comprennent notamment les ports, rades, fjords et rias, ainsi que le sol et le sous-sol de ces zones et l'espace aérien surjacent. | |
| Espaces maritimes sous souveraineté                     | Mer territoriale                            | Ligne de base droite                | ligne des 12 milles marins                                     | L’État côtier dispose de la possibilité de délimiter une mer territoriale de 12 milles depuis la ligne de base. Cette compétence exclusive s’exprime dans de nombreux domaines : économique (pêche, exploitation des ressources minérales) ou sécurité des activités (douane, ordre public, environnement…). Toutefois, cette souveraineté s’exerce sous réserve du droit de passage inoffensif reconnu aux navires étrangers dans la mer territoriale. Le droit de passage inoffensif est un compromis entre les intérêts souverains des États côtiers et la liberté de navigation. | |
| Espaces maritimes sous juridiction et droits souverains | Zone contiguë (ZC)                          | Ligne des 12 milles marins          | 24 milles depuis la ligne de base                              | La zone contiguë est une zone adjacente à la mer territoriale, qui s’étend sur une distance de 24 milles depuis la ligne de base (12 milles nautiques depuis la limite extérieure de la mer territoriale). Dans cette zone, l’État côtier est autorisé à exercer le contrôle qui lui est nécessaire pour prévenir ou réprimer les infractions à sa législation, commise sur son territoire (terrestre ou maritime) en matière douanière, fiscale, sanitaire et d’immigration (Article 44 bis du code des douanes). | La France s’est dotée d’une zone contiguë par la loi no 87-1157 du 31 décembre 1987 relative à la lutte contre le trafic des stupéfiants et modifiant certaines dispositions du code pénal. |
| Espaces maritimes sous juridiction et droits souverains | Zone économique exclusive (ZEE)             | Ligne des 12 milles marins          | 200 milles (environ 370 km) au maximum depuis la ligne de base | La République exerce dans cette zone des droits souverains en ce qui concerne l'exploration, l'exploitation, la conservation et la gestion des ressources naturelles, biologiques ou non biologiques, des eaux surjacentes jusqu'aux fonds marins, des fonds marins et de leur sous-sol, comme en ce qui concerne les autres activités tendant à l'exploration et à l'exploitation de la zone à des fins économiques, telles que la production d'énergie. Les autorités françaises y exercent en outre les compétences reconnues par le droit international, relatives à la construction, la mise en place, l'exploitation et l'utilisation d'îles artificielles, d'installations ou d'ouvrages, à la protection et la préservation du milieu marin, et à la recherche scientifique marine.                                                                                 | La loi du 16 juillet 1976 institue autour des côtes du pays une zone économique exclusive (ZEE) de 200 milles marins incluant la mer territoriale étendue à 12 milles par la loi du 24 décembre 1971, bien que la Convention des Nations unies sur le droit de la mer dite de Montego bay ne soit signée qu’en 1982, qu’elle n’entre en vigueur que le 16 novembre 1994 et que la France n’y adhère que le 11 avril 1996. |
| Espaces maritimes sous juridiction et droits souverains | Plateau continental                         |                                     | Ligne où les fonds atteignent 200 mètres de profondeur         | De largeur très inégale selon les côtes (plusieurs centaines de kilomètres de large en Guyane, absence totale sur la côte des Alpes-Maritimes et sur les côtes andines), le plateau continental contient d'importantes richesses naturelles (éponges, mollusques, huîtres, charbon, pétrole, fer, étain...). | |
| Les espaces maritimes internationaux                    | Haute mer                                   | limite extérieure de la ZEE         |                                                                | Le principe de la liberté y prévaut : liberté de navigation, de survol, de pêche, de recherche scientifique, de poser des câbles et des pipelines, de construire des îles artificielles, dans le respect des conventions internationales en vigueur. Toutefois, si le plateau continental s'étend au-delà de 200 milles (370 km), l’État côtier dispose de droits souverains relatifs à l’exploitation et l’exploration des ressources naturelles des fonds marins et de leur sous-sol, à l’exclusion des eaux surjacentes, jusqu'au rebord externe du plateau continental, ou au plus jusqu'à 350 milles (648 km). Au-delà de cette dernière limite s'étend la zone internationale des fonds marins qui échappe à toute appropriation et doit être uniquement utilisée « à des fins exclusivement pacifiques » et exploitée « dans l’intérêt de l’humanité tout entière ». | |
| Les espaces maritimes internationaux                    | Zone internationale des fonds marins (ZIFM) | Fin des marges continentales        |                                                                | | |

### Superficie des zones économiques exclusives françaises
Avec 10,2 millions de km², la Zone économique exclusive de la France est la deuxième du monde par sa superficie après celle des États-Unis. Dans de nombreux cas, les deux pays riverains n'ont pas trouvé d'accord fixant définitivement la limite séparant leurs deux zones. Par exemple, si la France a des frontières maritimes avec 32 pays, seulement une vingtaine d'entre elles fait l'objet d'un accord de délimitation achevé, d'après le SHOM. Ainsi la ZEE française de Mayotte n'est-elle délimitée par aucun accord, au point qu'en mars 2014, le parlement des Comores a autorisé la délivrance de permis d'exploration pétrolière sur une aire de 6 000 km2 empiétant sur le périmètre de la ZEE de Mayotte tel que revendiqué par la France. Le tableau ci-après présente les évaluations de la superficie de ces zones selon le SHOM d'une part et Sea around us, une base de données maritimes internationale de référence, d'autre part.

ZEE françaises

| Domaine maritime français | Superficie terrestre (km²) | Longueur trait de côte (km) | Superficie des ZEE (km²) | Superficie des ZEE (km²) | Zone de pêche            | Zone de pêche côtière    | Réf. Sea around us |
| Domaine maritime français | estim. IEOM                | Estimation SHOM             | Estimation SHOM          | Estimation Sea around us | Estimation Sea around us | Estimation Sea around us | Réf. Sea around us |
| ------------------------- | -------------------------- | --------------------------- | ------------------------ | ------------------------ | ------------------------ | ------------------------ | ------------------ |
| France métropolitaine     | 551 695                    | 5 853                       | 349 000                  | 309 858                  | 156 619                  | 92 899                   |                    |
| · France- Côte Atlantique |                            |                             |                          | 245 302                  | 142 926                  | 80 324                   | [ r 1 ]            |
| · France- Méditerranée    |                            |                             |                          | 64 556                   | 13 693                   | 12 575                   | [ r 2 ]            |
| Antilles-Guyane           | 86 676                     | 1 380                       | 264 000                  | 277 959                  | 48 747                   | 23 039                   |                    |
| · Martinique              | 1 128                      | 293                         | 47 000                   | 47 372                   | 1 230                    | 1 230                    | [ r 3 ]            |
| · Guadeloupe              | 1 628                      | 405                         | 86 000                   | 90 570                   | 2 150                    | 2 150                    | [ r 4 ]            |
| · Saint-Martin            | 53                         | 50                          | 1 000                    | 1 066                    | 403                      | 403                      | [ r 5 ]            |
| · Saint-Barthélemy        | 21                         | 24                          | 4 000                    | 4 295                    | 1 888                    | 1 888                    | [ r 6 ]            |
| · Guyane                  | 83 846                     | 608                         | 126 000                  | 134 656                  | 43 076                   | 17 368                   | [ r 7 ]            |
| Océan Indien              | 2 929                      | 401                         | 1 058 000                | 894 347                  | 2 435                    | 1 074                    |                    |
| · La Réunion              | 2 512                      | 206                         | 304 000                  | 315 071                  | 595                      | 459                      | [ r 8 ]            |
| · Tromelin                | 1                          | 4                           | 304 000                  | 270 477                  | 40                       | 40                       | [ r 9 ]            |
| · Europa                  | 30                         | 35                          | 140 000                  | 308 799                  | 1 800                    | 575                      | [ r 10 ]           |
| · Bassa da India          | 0.2                        | 1                           | 126 000                  | 308 799                  | 1 800                    | 575                      | [ r 10 ]           |
| · Juan de Nova            | 4                          | 11                          | 71 000                   | 308 799                  | 1 800                    | 575                      | [ r 10 ]           |
| · Mayotte                 | 375                        | 135                         | 62 000                   | 308 799                  | 1 800                    | 575                      | [ r 10 ]           |
| · Glorieuses              | 7                          | 9                           | 51 000                   | 308 799                  | 1 800                    | 575                      | [ r 10 ]           |
| Polynésie Française       | 4 167                      | 4 497                       | 4 804 000                | 4 771 088                | 27 653                   | 26 469                   | [ r 11 ]           |
| Nouvelle-Calédonie        | 18 576                     | 3 367                       | 1 364 000                | 1 422 596                | 52 754                   | 36 464                   | [ r 12 ]           |
| Wallis-et-Futuna          | 142                        | 106                         | 266 000                  | 258 270                  | 2 265                    | 483                      | [ r 13 ]           |
| Iles australes            | 7 617                      | 199                         | 1 615 000                | 1 651 240                | 71 501                   | 0                        |                    |
| · Kerguelen               | 7 215                      | 2 340                       | 547 000                  | 567 687                  | 63 888                   | 0                        | [ r 14 ]           |
| · Crozet                  | 340                        | 156                         | 562 000                  | 574 539                  | 7 449                    | 0                        | [ r 15 ]           |
| · Amsterdam et St Paul    | 62                         | 43                          | 506 000                  | 509 014                  | 164                      | 0                        | [ r 16 ]           |
| Saint-Pierre-et-Miquelon  | 242                        | 137                         | 10 000                   | 12 353                   | 7 844                    | 5 482                    | [ r 17 ]           |
| Clipperton                | 7                          | 5                           | 434 000                  | 431 273                  | 28                       | 28                       | [ r 18 ]           |
| France                    | 672 051                    | 15 945                      | 10 164 000               | 9 964 428                | 356 153                  | 173 363                  |                    |